# Månadstidning
Månadstidning eller månadstidskrift är en tidning eller tidskrift som kommer ut en gång i månaden.